# Psychotic Reaction (chanson)
Pour les articles homonymes, voir Psychotic Reaction.
Singles de Count Five
Peace of Mind
(1966)
Pistes de Psychotic Reaction
She's Fine
(5) Peace of Mind
(7)
Psychotic Reaction est une chanson écrite et enregistrée par le groupe de garage rock américain Count Five, sortie en single en juin 1966 et intégrée sur leur premier album studio du même nom.
Ce single, classé no 5 de ventes aux États-Unis et no 3 au Canada, est l'une des premières chansons à succès d'acid rock.

## Historique
Psychotic Reaction est issue d'un instrumental que Count Five joue pendant six mois avant que le guitariste rythmique John « Sean » Byrne n'en écrive les paroles, sur la suggestion de leur manager Sol Ellner, le père de Kenn Ellner. L'inspiration lui vient au début de 1966 lorsque Byrne assiste à un cours d'éducation sanitaire pendant sa première année au collège communautaire de San José en Californie. Alors que son professeur parle de psychose et de névrose, Ron Lamb, un ami de Byrne assis à côté de lui, se penche vers lui et murmure : « Tu sais ce qui pourrait être un bon nom pour une chanson ? Psychotic Reaction ! ». Byrne déclare plus tard : « C'était la punchline manquante pour la chanson ». Il termine les paroles et les présente au reste du groupe le soir même lors de leur répétition.
Lorsque le groupe joue la chanson en live quelques semaines plus tard au cours d'un bal au West Valley College de Saratoga, Brian Lord, le disc-jockey local de la radio KLIV et animateur de l'événement, est très impressionné. Après quelques suggestions pointues sur la réorganisation de la mélodie pour un son plus percutant, Lord décroche pour le groupe des auditions avec plusieurs maisons de disques, dont la plupart les refusent catégoriquement. Lord les met ensuite en contact avec des amis de Los Angeles, Hal Winn et Joe Hooven, qui s'apprêtent à créer leur propre label, Double Shot Records. Le groupe vient les rencontrer aux studios Decca sur Melrose Avenue. Ils sont accompagnés de Lord, qui leur conseille de commencer l'audition avec d'autres chansons avant de dévoiler Psychotic Reaction de façon spectaculaire.

## Composition
La tonalité de la chanson est Fa♯. Elle commence par un riff de guitare fuzz pentatonique qui est parfois comparé au Susie Q des Rolling Stones et à The Seventh Son de Johnny Rivers ; cependant, le musicologue Steve Waksman écrit que le ton lui-même ressemble plus à (I Can't Get No) Satisfaction des Stones et à I Had Too Much to Dream (Last Night) des Electric Prunes. Le riff s'accompagne d'une « monade rythmique » jouée sur la grosse caisse, et l'harmonica « gazouillant » d'Ellner. La guitare rythmique moins agressive de Byrne intervient alors en jouant une progression d'accords I–♭VII,.
Les paroles de la chanson décrivent un état de psychose déclenché par une frustration romantique,
À la fin du premier couplet, Byrne crie : And it feels like this (« Et c'est comme ça »), avant à un passage instrumental qui est une « analogie musicale » de l'état mental du chanteur. L'épisode est qualifié de « rave-up » ou de « freak-out ». Ce style est lancé par le groupe anglais The Yardbirds, et c'est pourquoi Psychotic Reaction leur est souvent comparée,,, en particulier leur interprétation de I'm a Man de Bo Diddley en 1965,. La section dure 45 secondes avant qu'un roulement de batterie ne ramène le groupe pour un deuxième et dernier couplet. À la fin de la chanson, le riff principal revient brièvement avant que le rave-up ne soit joué à nouveau pendant que la chanson s'évanouit.

## Sortie et performances commerciales
Irwin Zucker, le directeur des promotions de Double Shot, sélectionne Psychotic Reaction comme la première sortie du groupe. Le label envisage initialement une autre composition du groupe, They're Gonna Get You, qui est finalement placée sur la face B. Le single sort en juin 1966, le jour où Ellner et Chaney obtiennent leur diplôme de la Pioneer High School de San Jose. Au cours des mois suivants, la chanson est largement diffusée sur les stations de radio à travers les États-Unis et commence à grimper rapidement dans les charts. Le groupe n'est pas informé du succès de la chanson ; Byrne déclare que la première fois qu'il l'a entendu à la radio, elle était annoncée comme « la chanson la plus demandée » de la station, tandis que Michalski se souvient de l'avoir entendue sur trois stations de la Bay Area en même temps. Le single culmine au no 5 du Billboard Hot 100 en octobre 1966 et au no 3 du RPM 100 canadien. Psychotic Reaction est l'une des premières chansons à succès d'acid rock (ou rock psychédélique), contenant les caractéristiques qui allaient définir ce style : l'utilisation du feedback et de la distorsion remplaçant les guitares électriques plus mélodiques de la première musique rock.
Pour capitaliser sur le succès du single, Double Shot fait pression sur le groupe pour qu'il enregistre rapidement un album complet. Par décision stratégique, celui-ci, sorti en octobre 1966, s'intitule également Psychotic Reaction. Il comprend sept nouvelles chansons composées principalement par John Byrne.
La chanson est présente en 1972 parmi les morceaux rassemblés par Jac Holzman et Lenny Kaye sur le disque Nuggets: Original Artyfacts from the First Psychedelic Era, 1965-1968. Le succès de cette compilation, rééditée en 1998, apporte une visibilité nouvelle au titre des Count Five.

## Réception critique
Richie Unterberger de AllMusic déclare : « les couplets sont ainsi presque des stéréotypes du blues-rock sub-britannique, mais ont pourtant leur propre groove hypnotique, et le chant a une puissance respectablement maussade, même si dans un état d'esprit quelque peu déprimant (conformément aux paroles sur la dépression et le rejet romantique) ».
La chanson est incluse, en 1995, dans la liste des « 500 chansons qui ont façonné le rock and roll » du Rock and Roll Hall of Fame. En 2014, elle est classée 7e sur la liste des « 50 meilleures chansons garage rock de tous les temps » du magazine Paste.

## Personnel
Count Five
- John « Sean » Byrne – chant et guitare rythmique
- John « Mouse » Michalski – guitare fuzz
- Craig « Butch » Atkinson – batterie
- Kenn Ellner – harmonica
- Roy Chaney – Guitare basse Fender

## Classements Hebdomadaires
| Palmarès (1966)                  | Meilleure position |
| -------------------------------- | ------------------ |
| Canada - RPM - RPM 100           | 3                  |
| États-Unis - Billboard - Hot 100 | 5                  |

## Reprises
Plusieurs artistes enregistrent la chanson de Count Five, dont Joey Dee and the Starliters en 1966 sur leur album Hitsville. En raison de son inclusion sur la compilation Pebbles, la plus connue des nombreuses reprises obscures de cette chanson réalisées dans les années 1960 est celle de Positively 13 O'Clock (c'est-à-dire Jimmy Rabbitt avec les membres de Mouse and the Traps et autres) en 1967.
La chanson est l'un des nombreux titres cités et parodiés par le groupe d'avant-garde The Residents sur l'album de 1976 The Third Reich 'n' Roll. Psychotic Reaction est également reprise dans les années 1970 par Television, qui inclut le morceau dans ses premiers sets mettant l'accent sur la section rave-up. Les reprises réalisées dans les années 1980 incluent une version live de The Cramps sur leur mini-album live de 1983, Smell of Female.
D'autres reprises incluent une version live des Fuzztones (Live in Europe, 1987) et une version des Vibrators sur leur album Garage Punk (2009). Cette chanson est également jouée en live par Tom Petty and the Heartbreakers sur le coffret Playback et vue dans la vidéo du concert, Take the Highway chantée par le batteur Stan Lynch.

## Utilisation dans les médias
Cette chanson apparaît dans les jeux vidéo Battlefield Vietnam (2004), Mafia III (2016) et Far Cry 5 (2018).
Psychotic Reaction est présente dans des films tels que Alice dans les villes de Wim Wenders (1974), Neige sur Beverly Hills de Marek Kanievska (1987), Drugstore Cowboy de Gus Van Sant (1989), CrissCross de 	Chris Menges (1992), Auto Focus de Paul Schrader (2002), Factory Girl de George Hickenlooper (2006), CBGB de Randall Miller (2013), À l'heure des souvenirs de Ritesh Batra (2017), The Bye Bye Man de Stacy Title (2017) et The Greatest Beer Run Ever de Peter Farrelly (2022).
Elle figure également dans l'épisode Bad Friend de la saison 2 de la série Girls d'HBO et le 10e épisode Alibi de la série Vinyl d'HBO, ainsi que dans une publicité pour IKEA diffusée sur Channel 4 au Royaume-Uni (mai 2019).